# Sarah Haskins
Sarah Haskins (St Louis, 13 de março de 1981) é uma triatleta profissional estadunidense. 
Sarah Haskins foi prata no ITU World Triathlon Series, em Vancouver em 2008, e o ponto alto da sua carreira foi a vitória em Jogos Pan-americanos, em 2011.